# The Forever Story
The Forever Story è il terzo album in studio del rapper statunitense JID, pubblicato il 26 agosto 2022.

## Tracce
1. Galaxy – 0:52
2. Raydar – 3:24
3. Dance Now (con Kenny Mason) – 3:47
4. Crack Sandwich – 4:57
5. Can't Punk Me (con EarthGang) – 3:23
6. Surround Sound (feat. 21 Savage e Baby Tate) – 3:49
7. Kody Blu 31 – 3:44
8. Bruddanem (feat. Lil Durk) – 3:55
9. Sistanem – 6:09
10. Can't Make U Change (con Ari Lennox) – 4:48
11. Stars (feat. Yasiin Bey) – 4:18
12. Just in Time (con Kenny Mason feat. Lil Wayne) – 3:27
13. Money – 4:26
14. Better Days (feat. Johntá Austin) – 4:14
15. Lauder Too (feat. Ravyn Lenae ed Eryn Allen Kane) – 3:53

Extended edition
1. 2007 – 7:26

## Classifiche
| Classifica (2022) | Posizione raggiunta |
| ----------------- | ------------------- |
| Australia         | 42                  |
| Belgio (Fiandre)  | 65                  |
| Irlanda           | 50                  |
| Lituania          | 46                  |
| Nuova Zelanda     | 16                  |
| Paesi Bassi       | 59                  |
| Regno Unito       | 74                  |
| Stati Uniti       | 12                  |
| Svizzera          | 69                  |